# チャリT企画
チャリT企画（ちゃりてぃーきかく）は東京を中心に活動している日本の劇団。主宰は作・演出を担当する楢原拓（ペンネームは "chari-T" ）。1998年、早稲田大学演劇研究会を母体に、楢原拓を中心として結成。旗揚げ公演は1998年9月「トロツキスト」。